# هالي موس
هالي موس (بالإنجليزية: Haley Moss)‏ هي كاتِبة أمريكية، ولدت في 31 يوليو 1994 في بوكا راتون في الولايات المتحدة.

## وصلات خارجية
- الموقع الرسمي